# Coriaria nepalensis
Coriaria nepalensis är en tvåhjärtbladig växtart som beskrevs av Nathaniel Wallich. Coriaria nepalensis ingår i släktet Coriaria, och familjen Coriariaceae. Inga underarter finns listade i Catalogue of Life.